# 1586 en arts plastiques
| Années des arts plastiques : 1583 - 1584 - 1585 - 1586 - 1587 - 1588 - 1589    |
| Décennies des arts plastiques : 1550 - 1560 - 1570 - 1580 - 1590 - 1600 - 1610 |

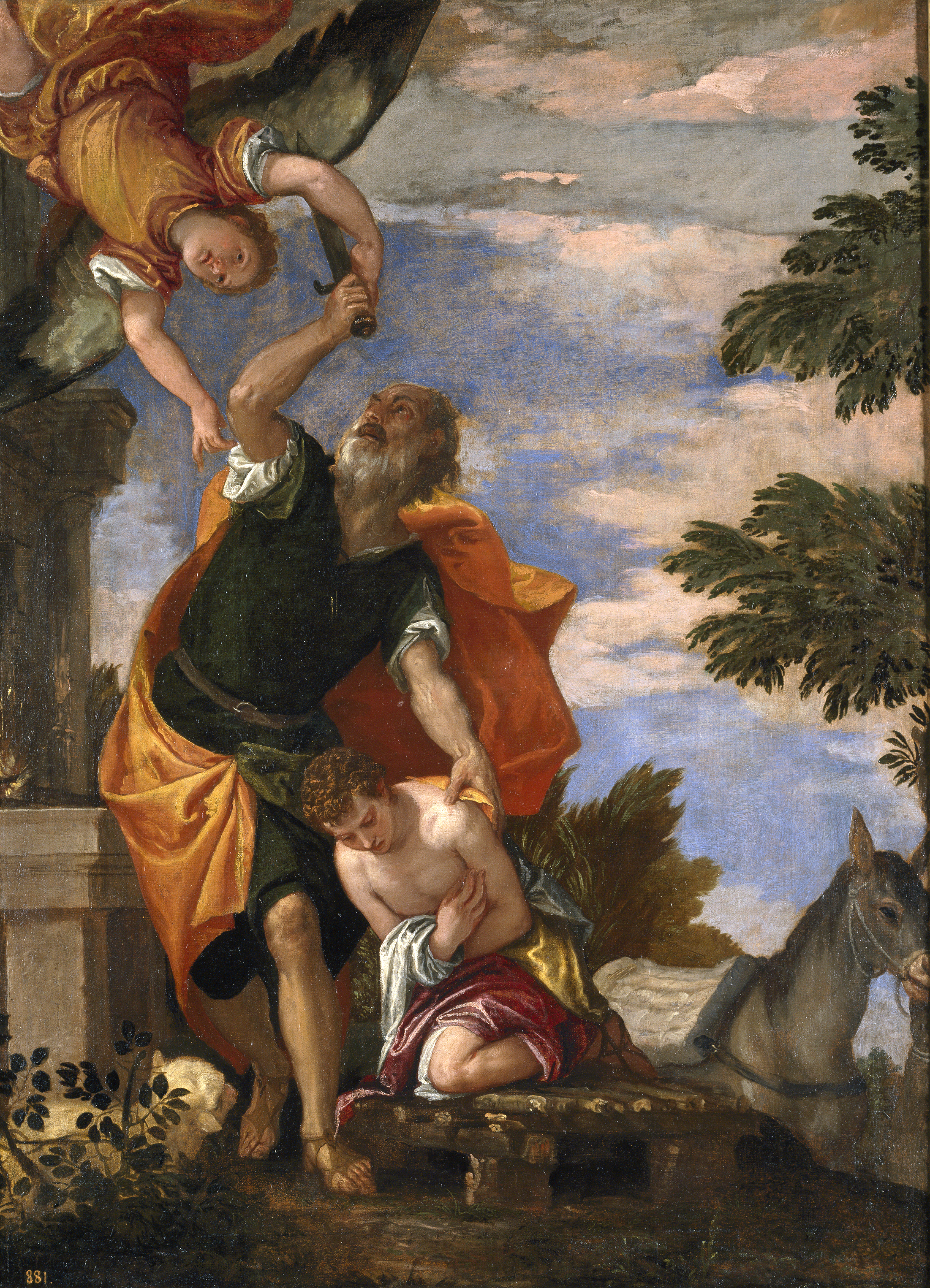
Le Sacrifice d'Isaac (v. 1586), huile sur toile (129 cm x 95 cm) de Paul Véronèse conservée au Musée du Prado à Madrid.

Cette page concerne l'année 1586 en arts plastiques.

## Œuvres
- Années 1586-1590 : 
  - Saint Dominique en prière, peinture à l'huile par Le Greco.

## Naissances
- ? août :  Jean Le Clerc, peintre d'histoire baroque caravagesque († 20 octobre 1633),
- ? :
  - Marcantonio Bassetti, peintre italien († 1630),
  - Schelte Adams Bolswert, graveur néerlandais († 1659),
  - Dirk Rafaelszoon Camphuysen, poète, peintre et théologien protestant hollandais († 9 juillet 1627),
  - Joost Cornelisz Droochsloot, peintre néerlandais († 14 mai 1666),
  - Luis Tristan, peintre espagnol († 1624),
  - Yun Xiang, peintre chinois († 1655).

## Décès
- 3 mars : Francesco Brina, peintre maniériste italien (° 1540),
- 9 mai : Luis de Morales, peintre espagnol (° vers 1510),
- 25 août : Giovanni Battista Maganza,  poète et peintre maniériste italien (° vers 1513),
- ? :
  - Pedro de Campaña, peintre, architecte, sculpteur et mathématicien belge (° 1503),
  - Lucas Cranach le Jeune, peintre et graveur allemand (° 4 octobre 1515).